# چارلز اورز
چارلز اورز (انگلیسی: Charles Evers; ۱۱ سپتامبر ۱۹۲۲ – ۲۲ ژوئیهٔ ۲۰۲۰) سیاستمدار اهل ایالات متحده آمریکا و دی‌جی بود، او به همراه برادر کوچکترش مدگار اورز از فعالان جنبش حقوق مدنی سیاهپوستان آمریکا (۶۸–۱۹۵۵) بودند و شناخته‌شدگی‌اش به خصوص بعد از ترور برادر کوچکترش مدگار بود. او پس از جنگ جهانی دوم به عنوان یک دی‌جی در فیلادلفیا، می‌سی‌سی‌پی مشغول به کار شد. در ۱۹۵۴ رئیس بخش ثبت نام انجمن ملی پیشرفت رنگین‌پوستان شد. در پی ترور برادرش در ۱۹۶۳ مدیریت انجمن ملی پیشرفت رنگین‌پوستان رادر می‌سی‌سی‌پی برعهده گرفت، از آن پس او رهبری تظاهرات زیادی را برای احقاق حقوق آمریکایی آفریقاییها بر عهده گرفت.

## زندگی‌نامه
در سال‌های ۱۹۶۳ تا ۱۹۶۴، که اوج جنبش حقوق مدنی سیاهپوستان آمریکا (۶۸–۱۹۵۵) بود، باوجود حوادثی مانند مقابله با فعالیت‌های انتخاباتی در آلبانی، نیویورک سرکوب توسط پلیس و فعالیت‌های تروریستی کوکلوس‌کلان در بیرمنگام، و ترور مدگار اورز، فعالان حقوق مدنی تلاش‌های زیادی انجام دادند.چارلز اورز، برادر مدگار اورز، مدیر گروه NAACP در می‌سی‌سی‌پی بود، او در کنفرانس عمومی NAACP در تاریخ ۱۵ فوریه ۱۹۶۴ گفت: " عدم خشونت در می سی سی پی کارساز نیست … ما ذهنیت خود را تغییر داده‌ایم … اگر یک سفید پوست به یک سیاه پوست در می سی سی پی شلیک کند، ما نیز به او شلیک خواهیم کرد. " سرکوب تحصن در جکسون ویل، فلوریدا باعث شورش شد و در تاریخ ۲۴ مارس ۱۹۶۴جوانان سیاه‌پوست به سمت پلیس کوکتل مولوتف پرتاب کردند و در ادامه این تلاشها و وقایع خونینی مثل تابستان آزادی می‌سی‌سی‌پی در ۱۹۶،
سرانجام در دوم ژوئیه ۱۹۶۴ پرزیدنت جانسون قانون حقوق مدنی را امضا کرد که «هرگونه تبعیض بر اساس نژاد، رنگ، مذهب، جنس یا ملیت» را در تخصیص فرصت‌های شغلی و امکانات رفاهی عمومی ممنوع می‌کرد. با این لایحه دادستان کل مجاز بود پرونده‌ها را مطابق قانون جدید بررسی نماید، این قانون همچنین قوانین ایالتی و محلی سابق را که این تبعیضات را قانونی کرده بودند باطل می‌نمود.